# Matteüs 16:2B-3

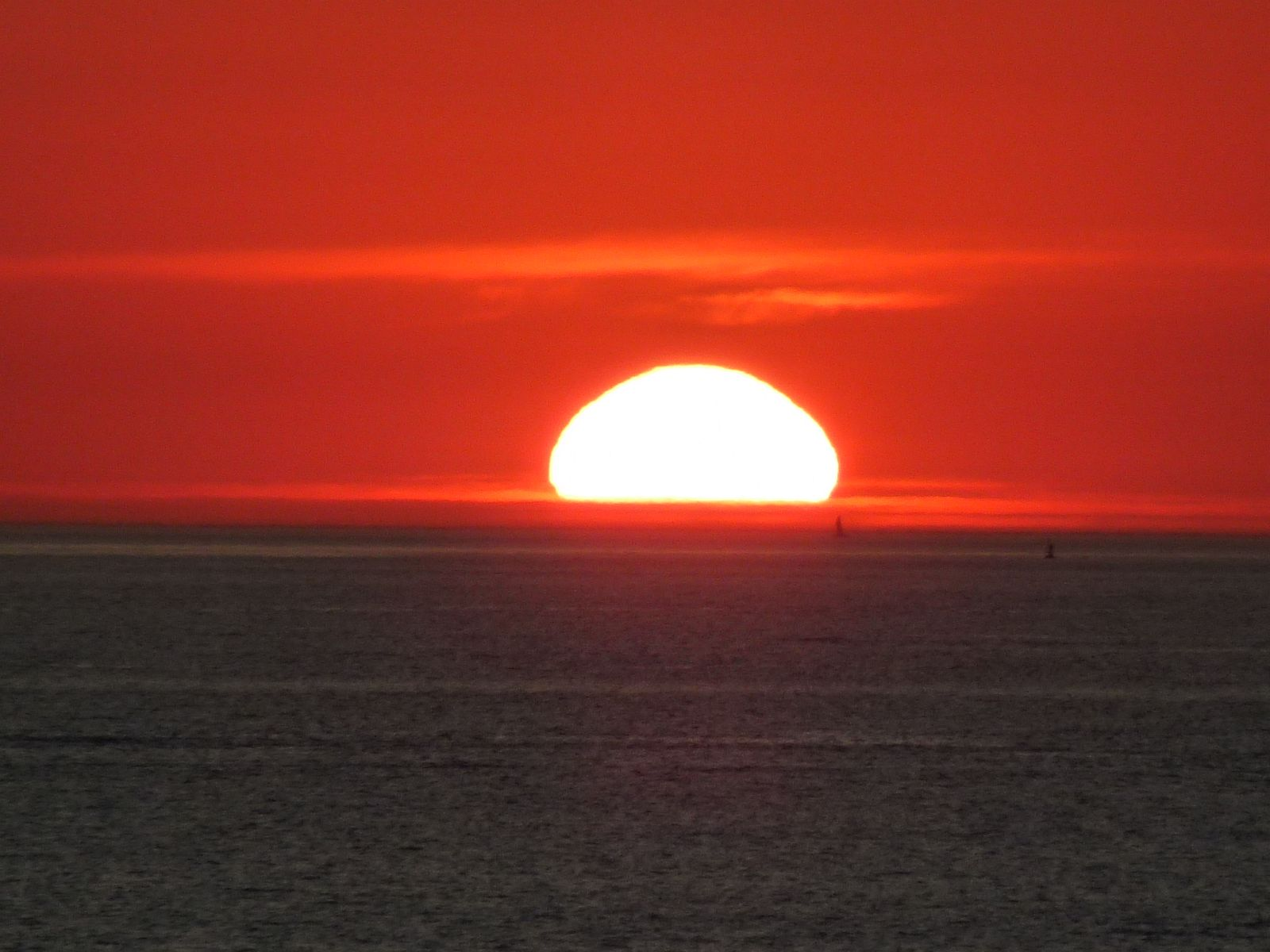
“Morgen mooi weer, want de hemel kleurt rood.”

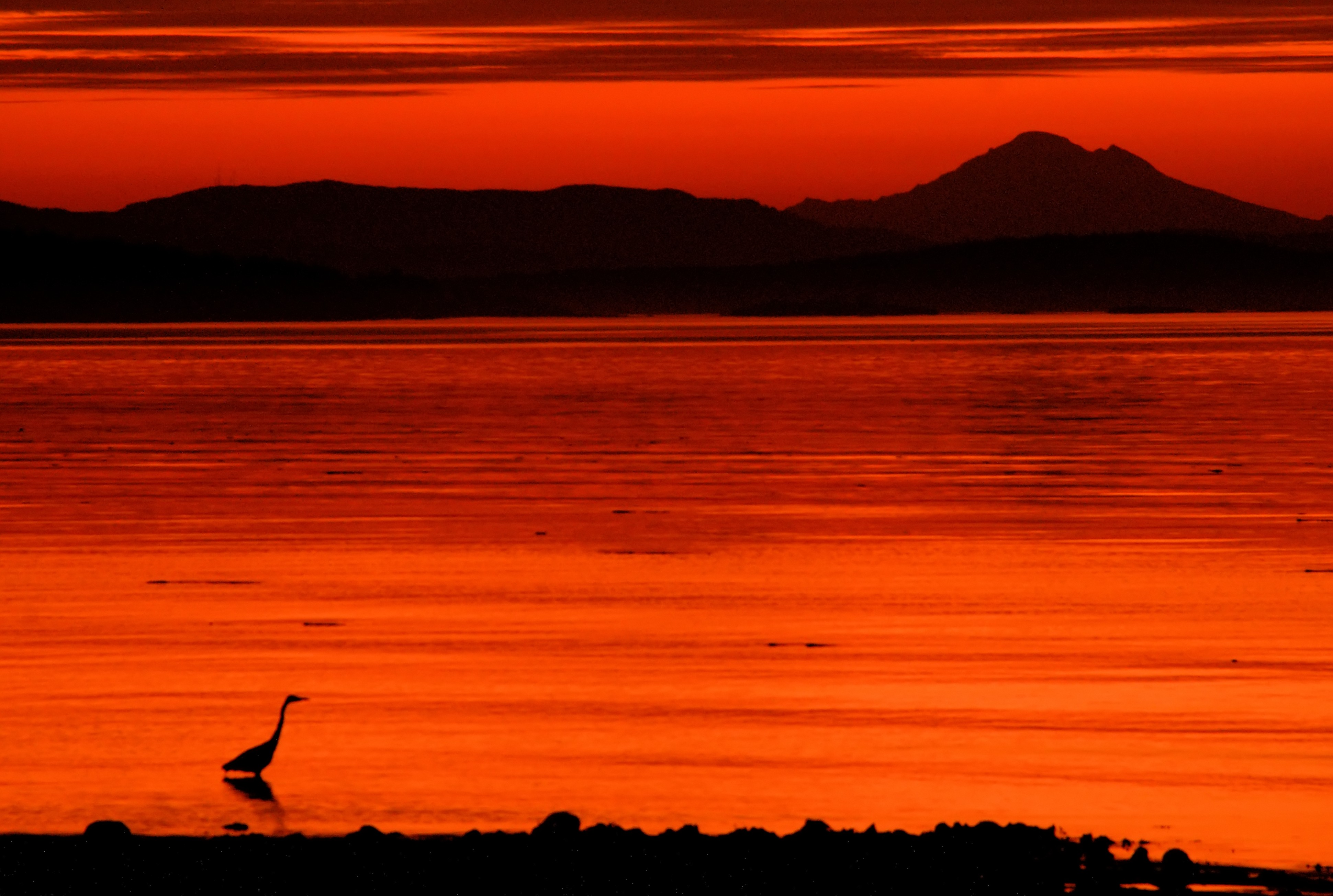
“Storm op til, want het rood aan de hemel is dreigend.”

Matteüs 16:2b–3 is een vers uit het Nieuwe Testament, uit het Evangelie volgens Matteüs (de tekenen van de tijd). Het vers komt uit een passage die een confrontatie beschrijft tussen Jesus en de Farizeeën en de Sadduceeën die om een teken van de hemel vragen. Het vers ontbreekt in veel Bijbelse handschriften.
Sedert de tweede helft van de 19e eeuw trekken geleerden de oorspronkelijkheid van de passage in twijfel.

## Tekst
Grieks

Ὀψίας γενομένης λέγετε, Εὐδια, πυρράζει γὰρ ὁ οὐρανός καὶ πρωὶ, Σήμερον χειμών, πυρράζει γὰρ στυγνάζων ὁ οὐρανός. τὸ μὲν πρόσωπον τοῦ οὐρανοῦ γινώσκετε διακρίνειν, τὰ δὲ σημεῖα τῶν καιρῶν οὐ δύνασθε.

Vertaling (NBV)

‘Wanneer de avond valt, zegt u: “Morgen mooi weer, want de hemel kleurt rood.”
En ‘s ochtends: “Storm op til, want het rood aan de hemel is dreigend.” De aanblik van de hemel weet u wel te duiden, en de tekenen van de tijd niet?.

## Teksten die hierop lijken
Lucas 12:54-56

Tegen de menigte zei hij: ‘Wanneer jullie een wolk zien opkomen in het westen, zeggen jullie meteen dat er regen op komst is, en dat is ook zo. En wanneer jullie merken dat de wind uit het zuiden komt, zeggen jullie dat er hitte op komst is, en dat is ook zo. Huichelaars! De aanblik van de aarde en de hemel kunnen jullie duiden, hoe kan het dan dat jullie deze tijd niet kunnen duiden?
De passage uit Lucas verschilt op de volgende punten:
1. de spreuk wordt niet als antwoord gegeven op een vraag
2. Jezus spreekt in Lucas tot de menigte, niet tegen de Farizeeën en de Sadduceeën
3. Jona wordt niet genoemd.

Evangelie van Thomas (Nag Hammadi), Logion 91:2

Zij zeiden tot hem:
Zeg ons wie je bent, zodat we in je kunnen geloven.
Hij zei hun:
Je duidt de tekenen aan de hemel en die van de aarde,
maar je hebt hem niet herkend die voor je staat
en dit moment dat weet je niet te duiden?

## Bewijs uit de handschriften
De passage wordt wel gevonden in
C, D, K, L, (N) W, Δ, Θ, Π, Familie 1, 22, 33, 565, 700, 892, 1009, 1010, 1071, 1079, 1195, 1230, 1241, 1242, 1253, 1344, 1365, 1546, 1646, 2148, 2174, ℓ 150mg, (ℓ 185, ℓ 211, ℓ 333, ℓ 950 (δύνασθε γνῶναι), Byz, it, vg, syrp, syrh, copbomss, eth, geo. Hiëronymus nam de passage op in zijn de Latijnse vertaling van Bible, maar wist dat de meeste handschriften die hij kende, de passage niet hadden. 794 heeft de passage in de kantlijn.
De passage wordt niet gevonden in
Codex Sinaiticus, B, Codex Mosquensis II, Codex Monacensis, Codex Macedoniensis, Codex Tischendorfianus IV, Unciaal 047, 2, Familie 13, 34, 39, 44, 84, 151, 157, 180, 194, 272, 274, 344, 376, 445, 539, 563, 595, 661, 699, 776, 777, 780, 788, 792, 826, 828, 852, 1073, 1074, 1076, 1078, 1080, 1216, 2542, syrcur, syrs, Koptische vertalingen, Sahidisch en Boharisch, Armeens, Origenes.
De passage wordt betwijfeld in
Met asterisk (*) of obelus (÷). Codex Basilensis, Codex Athous Dionysiou, 348, 707, 711, 829, 873, ℓ 184.
Passage op een andere plek
Minuskel 579 geeft de passage na vers 9.

## Moderne deskundigen
De meeste deskundigen beschouwen deze passage als een later tussengevoegde tekst, parallel aan Lucas 12:54–56, of een daar op gelijkende bron, met een aanpassing van wat dan precies de tekenen van het weer zijn.
Scrivener (en Lagrange) betogen dat de woorden zijn weggelaten door kopiisten in streken (zoals Egypte) waar een rode lucht ’s ochtend geen regen aankondigt.
Het bewijs van de handschriften is sterk en tekstcritici nemen het ontbreken van het gedeelte serieus. In 16:2b–3 spreekt Jezus tegen zijn gesprekspartners in de tweede persoon, maar in vers 4 spreekt Hij over hen in de derde persoon. Vers 4 kan beschouwd worden als een rechtstreeks antwoord op de vraag van vers 1.
Gundry betoogt dat de passage wel oorspronkelijk is, vanwege de verschillen met Lucas 12:54–56. Het gedeelte is niet letterlijk overgenomen uit Lucas. Volgens Weiss kunnen deze verzen niet overgenomen zijn uit Lucas. Matteüs gebruikte een andere, oudere bron is het vermoeden van Davies en Allison. Volgens Hirunuma, blijft de tekst van vers 2b–3 must “verdacht”.
Volgens Weiss en Tregelles is de weglating het gevolg van aanpassing aan het voorafgaande Matt. 12:38–39 (en Marcus 8:11-12).
| Matteüs 12:38–39 | Matteüs 16:1–4 |
| --- | --- |
| Daarop reageerden enkele schriftgeleerden en Farizeeën met een vraag: ‘Meester, we zouden graag een teken van u zien.’ " Hij antwoordde: ‘Dit is een verdorven en trouweloze generatie. Ze verlangt een teken, maar zal geen ander teken krijgen dan dat van de profeet Jona. | De Farizeeën en de Sadduceeën kwamen hem op de proef stellen met de vraag hun een teken uit de hemel te tonen. Hij gaf hun daarop dit antwoord: ”Wanneer de avond valt, zegt u: “Morgen mooi weer, want de hemel kleurt rood.”» En ‘s ochtends: '“Storm op til, want het rood aan de hemel is dreigend.” ' De aanblik van de hemel weet u wel te duiden, en de tekenen van de tijd niet? Dit is een verdorven en trouweloze generatie. Ze verlangt een teken, maar zal geen ander teken krijgen dan dat van Jona.’." |

Theodor Zahn: Het woord γινωσκετε is nogal ongebruikelijk voor het Nieuwe Testament, waar meestal οιδα wordt gebruikt.
Fleddermann merkt op, dat de vorm "πυρραζει” alleen bij Byzantijnse schrijvers voorkomt, een aanwijzing dat het hier om een late toevoeging gaat.
Kurt Aland: "Het gezegde in Matt. 16:2b-3 vertegenwoordigt een heel oude traditie net als de Pericope Adulterae in Johannes 7:53-8:11. (...) Matt. 16:2b-3 zou kunnen zijn ingegeven door Lucas 12:54-56, maar het is geen echte parallel. In elk geval zijn beide varianten ergens in de tweede eeuw deel van het Griekse evangelie, in een periode waarin men vrijer met de tekst omging. Toen waren zulke grote invoegingen nog mogelijk, maar als je ziet wat het verhaal over de overspelige vrouw voor tegenwerking kreeg, moet het vers sterk geworteld zijn geweest in de evangelische traditie."
Volgens R. T. France is de passage waarschijnlijk een oude glosse, vers 4 moet direct na 16:2a, volgen; en noch "teken van de hemel” noch “teken van Jona” worden uitgelegd in de oorspronkelijke tekst van Matteüs.